# Petizione Popolare (partito)
Petizione Popolare per la Libertà, la Giustizia e lo Sviluppo (in arabo العريضة الشعبية للحرية والعدالة والتنمية ‎?, al-ʿArīḍa al-shaʿbiyya li-l-ḥurriyya wa l-ʿadāla wa al-tanmiya, abbreviata nel semplice al-ʿArīḍa; fr. Pétition populaire pour la liberté, la justice et le développement) è un movimento politico della Tunisia.

## Storia
Chiamata anche Corrente dell'amore (in arabo تيار المحبة‎?, Tayyār al-maḥabba), è stata fondata nel 2011 in seguito alla Rivoluzione dei Gelsomini e può essere considerato un partito populista conservatore. Leader e fondatore del movimento è Mohamed Hechmi Hamdi (Muḥammad al-Hāshimī al-Ḥāmidī), già esponente di Ennahda e considerato vicino ad esponenti del regime di Zine El-Abidine Ben Ali.
Alle elezioni per l'Assemblea Costituente del 2011, al-ʿArīḍa ha eletto 27 deputati all'Assemblea costituente, collocandosi all'opposizione. Nel 2012 al-ʿArīḍa ha chiarito la propria natura di "movimento politico" e di "lista elettorale" e ha aderito al Partito dei Conservatori Progressisti, che ha eletto Hechmi Hamdi come proprio Segretario.